# Бирчи (Горж)
Бирчи (рум. Bircii) насеље је у Румунији у округу Горж у општини Бенђешти-Чокадија. Oпштина се налази на надморској висини од 329 m.

## Становништво
Према подацима из 2002. године у насељу је живело 209 становника, од којих су сви румунске националности.